# Цолгинское сельское поселение
Се́льское поселе́ние «Цолгинское» (бур. Суулгын hомон) — муниципальное образование в Мухоршибирском районе Бурятии Российской Федерации.
Административный центр — улус Цолга.

## История
Статус и границы сельского поселения установлены Законом Республики Бурятия от 31 декабря 2004 года № 985-III «Об установлении границ, образовании и наделении статусом муниципальных образований в Республике Бурятия»

## Население
| 2002  | 2011  | 2012  | 2013  | 2014  | 2015  | 2016  |
| ----- | ----- | ----- | ----- | ----- | ----- | ----- |
| 2054  | ↗2161 | ↘2113 | ↘2086 | ↘2005 | ↘1937 | ↘1900 |
| 2017  | 2018  | 2019  | 2020  | 2021  | 2023  | 2024  |
| ↘1867 | ↘1833 | ↘1824 | ↘1801 | ↘1437 | ↘1382 | ↘1346 |

## Состав сельского поселения
| № | Населённый пункт | Тип населённого пункта       | Население |
| - | ---------------- | ---------------------------- | --------- |
| 1 | Балта            | улус                         | ↘301      |
| 2 | Гашей            | село                         | ↘534      |
| 3 | Зандин           | улус                         | ↘58       |
| 4 | Цолга            | улус, административный центр | ↘737      |